# Steven Cowley

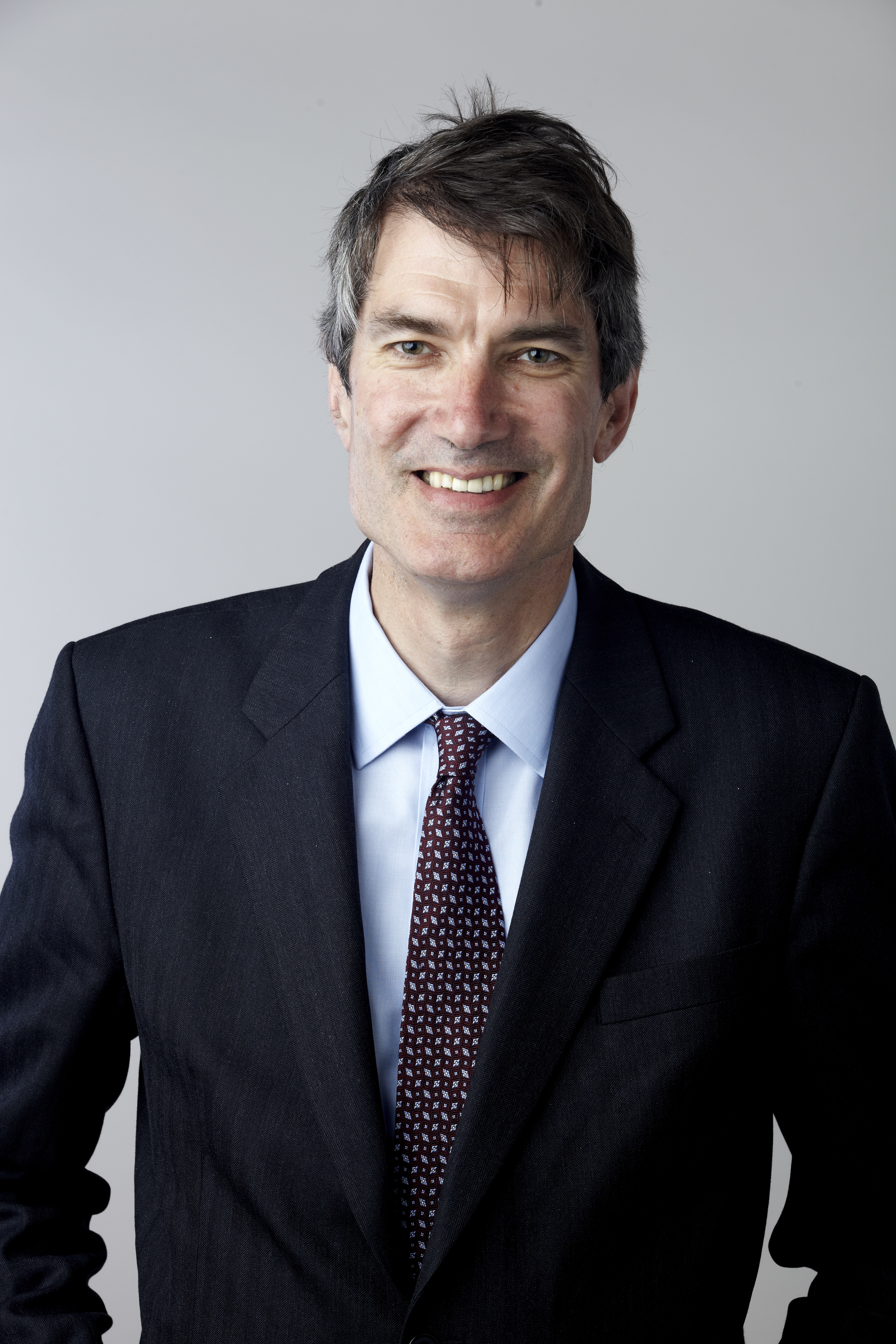
Steve Cowley (2014)

Sir Steven Charles „Steve“ Cowley (* 1951 in Cambridge) ist ein britischer Plasmaphysiker. Seit dem 1. Oktober 2016 ist er Präsident des Corpus Christi College der University of Oxford.

## Leben
Cowley studierte an der University of Oxford mit dem Bachelor-Abschluss und wurde an der Princeton University promoviert. Als Post-Doktorand war er im Culham Forschungszentrum (Culham Centre for Fusion Energy, CCFE), bevor er 1987 wieder an die Princeton University ging. Ab 1993 war er an der University of California, Los Angeles, wo er 2000 eine volle Professur erhielt. Damals studierte er insbesondere Sonneneruptionen. Ab 2001 war er Professor am Imperial College London als Leiter der Plasmaphysik Gruppe.
Er forschte über explosive Instabilitäten und Turbulenz sowohl in astrophysikalischen Plasmen als auch in Plasmen von Fusionsreaktoren.
Cowley ist seit 2008 Direktor des Forschungszentrums für Kernfusion in Culham und seit 2009 CEO der United Kingdom Atomic Energy Authority. Außerdem ist er in Teilzeit Professor am Imperial College London.
2012 erhielt er die Glazebrook Medal für seine Führungsrolle in der Kernfusion im Culham Labor, dem Betreiber des Joint European Torus. Seit 2011 ist er im Rat für Wissenschaft und Technologie des britischen Premierministers.
2007 war er Mitverfasser des Reports der National Academy of Sciences über Plasmaphysik für die 2000er Jahre (Plasma Science: Advancing Knowledge in the National Interest).
Er ist Fellow der American Physical Society und des Institute of Physics. 2014 wurde er in die Royal Society gewählt. 2018 wurde er zum Knight Bachelor geschlagen.